# Jean-Baptiste Billot
Jean-Baptiste Billot, francoski general, * 15. avgust 1828, Chaumeil, † 31. maj 1907, Pariz.